# 덴진미네
덴진미네(일본어: 天神峰)는 일본 지바현 나리타시에 있는 오아자이다. 2017년 10월 31일 기준 이 지역의 인구는 2명이다. 우편번호는 나리타 국제공항 부지 내의 경우 282-0002, 그 외 기타 부지의 경우 282-0102이다.

## 지리
나리타시 동남부에 있으며 도야마 지구에 속한다. 주변의 오아자로는 도요미, 기치오카, 가와카미, 도호, 돗코, 호리노우치와 인접해 있다.
덴진미네 구역 거의 대부분이 나리타 국제공항(구 명칭 신도쿄 국제공항)의 2기 지구 부지이며 이곳엔 B활주로와 유도로 일부 시설이 존재한다. 또한 로손 나리타 덴진미네점, 나리타시 공설 지방도매시장이 소재한다.
지바현 화훼센터가 덴진미네에 있었다가 2022년 지방도매시장 이설로 폐쇄되었다.

## 역사
태평양 전쟁 이전 돗코를 포함한 지바현 북부는 《속일본기》에 기록된 “율령국정 목지 방우마"(令諸国定 牧地 放牛馬, 율령국에서 소와 말을 사육하기 위한 목지로 지정됨)로서 700년(몬무 4년)부터 쭉 말의 목용지로 알려졌으며, 겐페이 합전 때 동국의 겐지에게 군마를 공급했다. 에도 시대 때는 코가네 5목과 사쿠라 7목이 설치되어 군마 사육생산이 이루어졌다.
덴진미네·요코보리·도요미 등은 1923년에 궁내성 어료목장의 2,000 정보가 매각되어 메이지 시대-다이쇼 시대에 개간된 취락들이었다. 도쿄신전(新田)은 이 지역에서 행해진 개간지 중에서 특히 오래된 것으로, 미츠이 하치우에몬 등 부호들의 출자에 의해 설립된 개간회사에 고용된 도쿄궁민(東京窮民)들이 개간을 수행했다. 이들 도쿄궁민은 메이지 유신 이후에 실직한 하급 무사·무가의 고용인·유랑민 등으로 구성되었는데, 태풍 피해 등 어려움에 직면하자 견디지 못하고 도망하는 자가 속출했다. 개간회사는 결국 실적 부진으로 폐업하지만, 이 땅에 머물러 개간을 계속한 도쿄궁민이나 떠나간 도쿄궁민으로부터 농지를 취득한 농민들은 그 소작료 상납과 토지 소유를 놓고 지조개정으로 지권을 얻은 도쿄의 거상들과 긴 재판 투쟁을 통해 권리를 보장받았다. 이런 경험이 있기에 이 지역의 농민들에게는 토지에 대한 집착이 깊이 새겨져 있었다.
60년대 신도쿄 국제공항의 건설이 결정되자 공항 건설을 둘러싸고 산리즈카 투쟁(나리타 공항 문제)가 발생했으며 공항 반대 운동의 거점이 된 지역 중 하나이며 1971년에는 일본환야제도 덴진미네에서 개최되었다.
나리타 공항 문제 심포지엄이 열린 이후에도 이 협의에 참여하지 않은 반대동맹 기타하라파를 중심으로 덴진미네를 중심으로 활동하고 있으며, 인근 B활주로와 유도로 주변에는 미매수자가 많이 존재한다. 또한 한 때 나리타 신법의 적용 대상이었던 덴진미네 현지투쟁본부(단결소옥)도 있었다.
또한 B활주로 동쪽에는 "개척조합로"라고 부르는 반대파의 일평공유지가 공항 부지 안으로 파고드는 형태로 존재했다.

## 교통
도로의 경우 지바현도·이바라키현도 제44호선 나리타오미가와카시마코선이 지난다.

## 인구
2017년 10월 31일 기준 덴진미네의 인구는 다음과 같다.
| 오아자   | 세대  | 인구 |
| -------- | ----- | ---- |
| 덴진미네 | 2세대 | 2명  |

## 교육
덴진미네 지역은 명목상 소학교의 경우 나리타시립 도야마 소학교에, 중학교의 경우 나리타시립 도야마 중학교에 학군에 속해 학교를 다니게 된다.

## 같이 보기
- 산리즈카
- 나리타 공항 문제